# Cnidoscolus populifolius
Cnidoscolus populifolius là một loài thực vật có hoa trong họ Đại kích. Loài này được Fern.Casas mô tả khoa học đầu tiên năm 2007.